# Jaksics család

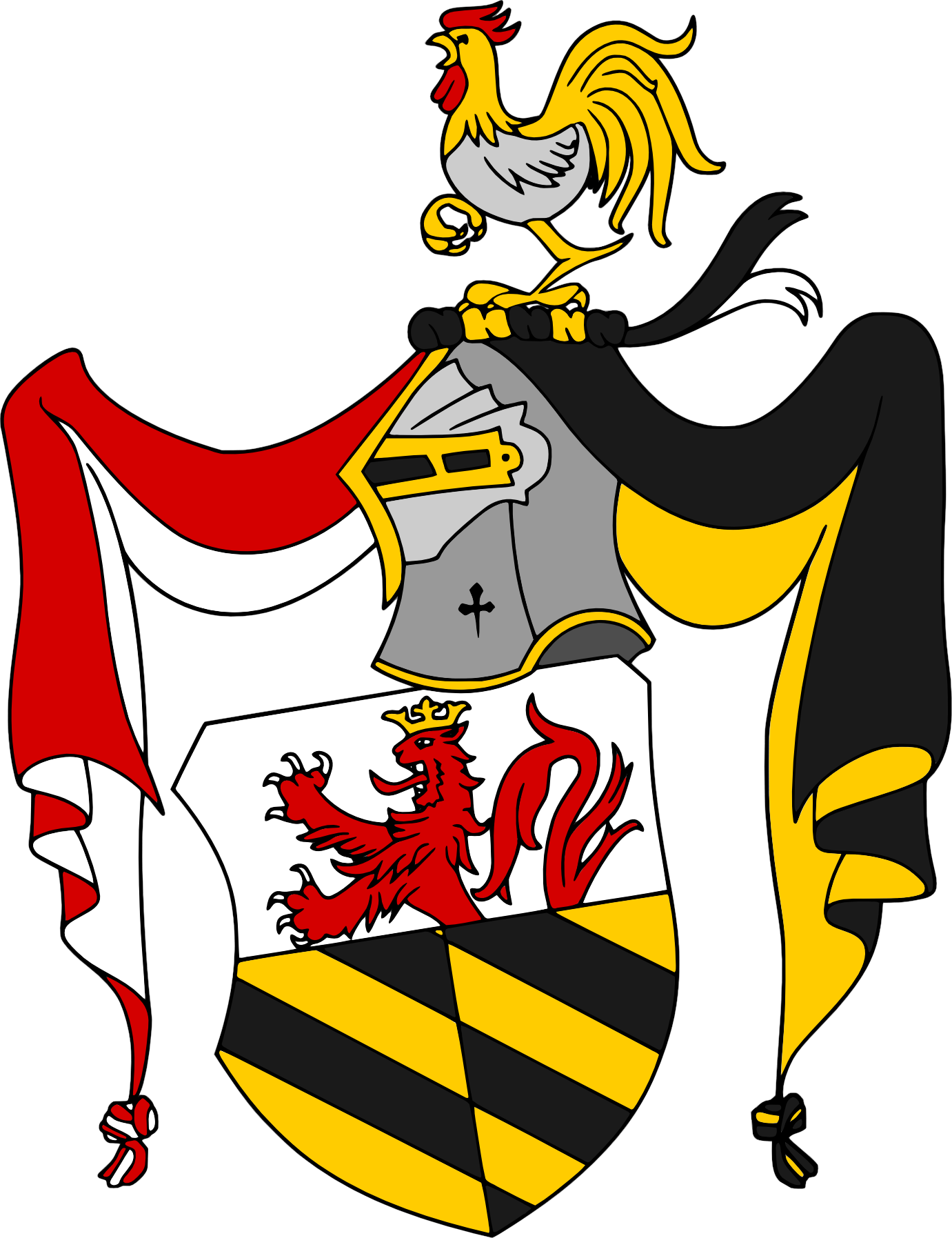
A Jaksics család címere

A nagylaki Jaksics család kiemelkedő szerb nemesi család volt a 15. és 16. századból, a szerb despotátusban és a Magyar Királyságban. A névadó alapító, Jakša vajda (herceg) volt Đurađ Branković szerb despota szolgálatában, majd Szerbia oszmánok hódítása után (1459) leszármazottai a magyar hadsereg soraiba vonultak, és az ország elleni háborúkban tettek kiemelkedő szerepet Oszmán Birodalom. Corvin Mátyás magyar király különféle vármegyékben adományozott nekik birtokokat, Nadlactól Szirmiáig és Valkóig. A család férfiága 1543-ban kihalt.

## Névváltozatok
- Јакшић
- Jaksich
- Jaksics
- Jaksity
- Jakšić

## Története
Szerb eredetű család, török ellen menekülve 1200 vitézzel érkeztek Magyarországra, azon belül is Temes vármegyébe. Brankovics György, Mátyás király és Kinizsi Pál oldalán harcoltak a 15. században. Még ezekben az években megkapták Nagylakot, és ezután már nagylaki előnevet használták. Báróságra Jaksich Miklóst 1687-ben emelték. Leghíresebb tagja Jaksics Demeter. Szerbiában egy torony is el van nevezve erről a családról.

## Családfa
- A1. nagylaki Jaksics Demeter, (?-†1487); h. Brankovics Irén

- B1. János,
- B2. Demeter,
- B3. Gergely,
- B4. Péter, (?-†1518); h. Csáki Katalin

- C1. Demeter,
- C2. Miklós,
- C3. János, (?-†1543)

- A2. nagylaki Jaksics István, (?-†1489); h. Belmosevic N

- B1. Demeter, fl 1484
- B2. István, fl 1484-1518
- B3. Márk, +VI.1537; m.Polixena N (fl 1527-49)

- C1. Johanna, fl 1530-36
- C2. Erzsébet, fl 1530-64; h. Dóczy Miklós (?-†1555)
- C3. Mária, fl 1530-55; h. ártándi Ártándy Kelemen (fl 1539-1552)
- C4. Milicza
- C5. Skolasztika, fl 1530-60; 1.h: ruszkai Dobó Domokos (fl 1511-63); 2.h: zeleméri Kamarás László (+1573)
- C6. Anna; m.fl 1530-61; 1.h: losonci Bánffy Gáspár (fl 1548); 2.h: Kendy Antal (fl 1555)

- B4. Irene, fl 1539; m.Matija Balsa, Duke of St.Sava (+ca 1533)
- B5. Ilona, fl 1540
- B6. Anna; m.Pr Vasyl Glinski

- C1. Pss Elena Glinskaya, *1506/07, +Moscow 1538. április 3.; m.Moscow 1526. január 21. Vasili III Ivanovich, Great Pr of Moscow (*Moscow 1479. március 26., +Moscow 1533. december 4.)

- A3. Jaksics Ilona, +after 1529; 1.h: Brankovic Jovan (*ca 1465, +1502); 2.h: Beriszló János

### Megjegyzés
- * = születés
- † = elhalálozás
- h. = házasság
- 1.h., 2.h. = 1., 2. házasság
- N = ismeretlen nevű keresztnevű

A család még a mai napig is jelen van (Jaksics Ottilia, Jaksics Kamilla, Jaksics Tamás és Jaksi s Milos Bendegúz

## Irodalmi emlékek
A nyelvemléket ma az Országos Széchényi Könyvtár őrzi. Először Döbrentei Gábor adta ki, a Régi Magyar Nyelvemlékek második kötetében.
- Gergely éneke Jaksics Demeter veszedelméről